# Renée Davelly
Renée Davelly, née Renée Louise Julienne Marie Touron (1902-1977), est une musicienne, chanteuse et résistante française de la France libre.

## Biographie
Elle naît le 27 mai 1902 à Angers (Maine-et-Loire) de Joseph Touron, boulanger, et son épouse Louise Chatelin,,.
Elle se marie une première fois en 1922 à Angers (dans son acte de mariage elle a pour profession modiste), puis après son divorce en 1934, elle quitte l'Anjou pour se consacrer à la chanson sous le nom d'artiste Renée Davelly, s'accompagnant à l'accordéon . En 1938, elle se trouve à Buenos-Aires, où elle obtient ses premiers succès et prend contact avec les milieux diplomatiques, ainsi qu'au Brésil,.
Roland Abram, dit Roland Bertin, écrivain et artiste égyptien francophone, témoigne des débuts de son engagement dans la Résistance extérieure française : aux moments de la déclaration de guerre de 1939 et de la défaite de la France de 1940, Renée Davelly exerce sa profession au Caire. Elle ne peut quitter l'Égypte faute de moyens de transport pour la rapatrier. Elle décide alors de s'investir auprès des Forces françaises libres (FFL) présentes dans ce pays,.
Engagée à la Croix-Rouge, elle visite les camps de réfugiés, les bâtiments de guerre de passage, les hôpitaux (on en dénombre 34), du Proche-Orient (Égypte, Palestine, Liban, Syrie, Iran, Irak) où séjournent les soldats francais et britanniques, et leur dispense bénévolement, par son art, des moments de détente et d'apaisement,.
En 1941, sous la présidence de l'ambassade du Royaume-Uni en Égypte et du général Catroux, elle fonde l'œuvre Cake du blessé, qui rapportera une somme importante et permettra de fournir friandises, boissons, repas, cigarettes, postes de radio, aux FFL et aux forces alliées, en séjour ou de passage.
Elle se remarie en 1948, et meurt le 17 juillet 1977 à Mantes-la-Jolie (Yvelines),.

### Quelques jalons de son parcours de résistante
- 25 janvier 1943 : elle intègre la Légion étrangère avec le grade de Légionnaire de 1re classe[5]
- 3 décembre 1943 : mission du Caire à Téhéran
- 14 juillet 1944 : Beyrouth
- Août 1944 : Rayak (Liban)
- 1945 : Beyrouth (fête de la Victoire)
- 4 août 1945-15 octobre 1945 : mission aller-retour du Caire à Paris[10]

## Distinctions et décorations

### Distinctions
- 28 avril 1943 : remerciements de l'ambassade britannique en Égypte pour l'assistance aux soldats malades ou blessés[5]
- 1er septembre 1944: nommée sergent pilote honoraire
- 15 janvier 1946 : remerciements personnels du général De Gaulle
- 20 février 1948 : attestation déclarant qu'elle fut la première femme engagée dans la France libre[10]
- 25 juin 1947: marraine de la Légion étrangère[12]
- Son nom a été donné à une rue de Montpellier[13]

### Décorations
- Médaille de la Résistance française (31 mars 1947)[14]
- Commandeur de la British Red Cross[10],[2],[15]
- Médaille commémorative des services volontaires dans la France libre (10 janvier 1948)[5]
- Médaille coloniale
- Africa Star britannique
- Military Medal
- Grand officier du Mérite belge[10]